# Villarossa
Villarossa est une cascina située sur la commune de Casaletto Lodigiano.  Autrefois, elle constitua une commune indépendante jusqu'en 1870.

## Historique
Villarossa est un petit bourg agricole d'origine ancienne, centre d'un territoire communal qui comprenait également la frazione de Mairano.
Durant la période napoléonienne (1806-1816), Villarossa est une frazione de Salerano, puis récupère son autonomie avec la constitution du royaume lombardo-vénitien.
Lors de l'unification de l'Italie (1861), la ville compte 458 habitants.
En 1878, Villarossa est intégrée à la municipalité de Casaletto Lodigiano.